# السرعة الحرارية
السرعة الحرارية هي السرعة النموذجية للحركة الحرارية للجسيمات التي تشكل غازًا أو سائلًا ، إلخ. وبالتالي ، فإن السرعة الحرارية بشكل غير مباشر هي مقياس لدرجة الحرارة، لكن من الناحية الفنية ، فهو مقياس لعرض القمة في توزيع سرعة جسيم ماكسويل-بولتزمان.
لاحظ أن السرعة الحرارية بالمعنى الدقيق للكلمة ليست سرعة ، لأن السرعة عادةً ما تصف متجهًا وليس مجرد سرعة قياسية.
نظرًا لأن السرعة الحرارية ليست سوى سرعة «نموذجية» ، يمكن استخدام عدد من التعريفات المختلفة.
مع أخذ {\displaystyle k_{\text{B}}} ليكون ثابت بولتزمان، {\displaystyle T} درجة الحرارة المطلقة، و {\displaystyle m} كتلة الجسيم، يمكننا كتابة السرعات الحرارية المختلفة:

## في بُعد واحد
إذا تم تعريف {\displaystyle v_{\text{th}}} ليكون جذر متوسط مربع السرعة في أي بُعد واحد (أي اتجاه واحد)، إذن:
{\displaystyle v_{\text{th}}={\sqrt {\frac {k_{\text{B}}T}{m}}}.}
إذا تم تعريف {\displaystyle v_{\text{th}}} ليكون متوسط مقدار السرعة في أي بعد واحد (أي أي اتجاه واحد) ، إذن:
{\displaystyle v_{\text{th}}={\sqrt {\frac {2k_{\text{B}}T}{\pi m}}}.}

## في ثلاثة أبعاد
إذا تم تعريف {\displaystyle v_{\text{th}}} ليكون السرعة الأكثر احتمالا، إذن:
{\displaystyle v_{\text{th}}={\sqrt {\frac {2k_{\text{B}}T}{m}}}.}
إذا تم تعريف {\displaystyle v_{\text{th}}} ليكون جذر متوسط مربع السرعة الكلية (في ثلاثة أبعاد)، إذن:
{\displaystyle v_{\text{th}}={\sqrt {\frac {3k_{\text{B}}T}{m}}}.}
إذا تم تعريف {\displaystyle v_{\text{th}}} ليكون متوسط مقدار سرعة الذرات أو الجزيئات، إذن:
{\displaystyle v_{\text{th}}={\sqrt {\frac {8k_{\text{B}}T}{m\pi }}}.}
كل هذه التعريفات في نطاق:
{\displaystyle v_{\text{th}}=(1.6\pm 0.2){\sqrt {\frac {k_{\text{B}}T}{m}}}.}